# Reinhard Lendwai
Reinhard Lendwai (* 13. Oktober 1966) ist ein österreichischer Schachspieler.

## Erfolge

### Einzelerfolge
1988 gewann er die österreichische Meisterschaft im Blitzschach, 1989 das Carasaxa-Blitzturnier und für Niederösterreich spielend die Bretterwertung bei der österreichischen Bundesländermannschaftsmeisterschaft. 1990 gewann er das Flötzersteig-Open, 1991 in Sankt Lambrecht die österreichische Staatsmeisterschaft. 1992 gewann er das 16. Weihnachts-Open in Zürich vor Ivan Nemet. 1993 wurde Reinhard Lendwai beim Zonenturnier in Graz, das von Eric Lobron gewonnen wurde, Siebter. 1995 gewann er im April das 1. Perchtoldsdorfer Wehrturm Aktivschach Open auf Burg Perchtoldsdorf und im Mai die Wiener Stadtmeisterschaft im Blitzschach, die im ehemaligen Baumgartner Casino in Penzing ausgetragen wurde. 1998 gewann er das A-Turnier des 1. Vösendorfer Opens im Schloss Vösendorf, 2000 das A-Turnier des 11. Flötzersteig Opens, ebenfalls im ehemaligen Baumgartner Casino vor Nikolaus Stanec. 2001 gewann Lendwai die Wiener Stadtmeisterschaft, 2003 das Blitzturnier des Burgenländischen ASVÖ-Landescups in Wulkaprodersdorf, 2004 im Juni das Währinger-Aktivschachturnier in Wien-Währing, im Juli wurde er in Hartberg erneut österreichischer Blitzmeister. Im Mai 2008 gewann er das A-Turnier des 2. Salzkammerguter Schachopens in Bad Ischl und im August das A-Turnier des Jubiläums-Opens zum 75. Geburtstag des SZ Favoriten in Wien. 2010 gewann er das Währinger Schnellschachturnier.

### Nationalmannschaft
Für die österreichische Nationalmannschaft spielte der als Urwiener bezeichnete Reinhard Lendwai bei den Mannschaftseuropameisterschaften 1989 in Haifa am ersten Reservebrett und 2005 in Göteborg am vierten Brett sowie bei der Schacholympiade 1996 in Jerewan am dritten Brett. Für die Schacholympiade 2006 in Turin war er nominiert, musste aber wegen Erkrankung absagen.

### Vereinsmannschaften
Vereinsschach spielte er in Österreich für verschiedenen Vereine: In der Saison 1989/90 für Länderbank Baden, 1992/93 für Merkur Graz, 1995 für den Wiener Schachclub Margareten (damals noch unter den Namen Margareten Wien und Schach Club Margareten Winterthur), 1999/2000 für den SZ Favoriten, 2000 bis 2002 für die SpG. Gamlitz-Leutschach, auf Landescupebene für den ASVÖ Wulkaprodersdorf, 2002/03 für Horn Union Ratten, 2004/05 und 2005/06 für den SV Sparkasse Schwarzach, von der Saison 2006/07 bis 2012 für den SK Advisory Invest Baden und in der Saison 2016/17 für Blackburne Nickelsdorf. Mit Baden gewann er in den Spielzeiten 2007/08 und 2011/12 die österreichische Mannschaftsmeisterschaft. Betriebsschach spielte er 1999/2000 für Belvedere Wien und ab 2002/01 für Nuschei Spezialdichtungen Wien. Mit Nuschei gewann er zum Beispiel 2002/03, 2003/04 und 2006/07 die Wiener Betriebsmeisterschaft. Am European Club Cup nahm Lendwai 1993 mit Merkur Graz, 1995 mit Margareten Wien, 2005 mit Sparkasse Schwarzach sowie 2011 und 2013 mit dem SK Advisory Invest Baden teil.

### Titel
Seit 1991 trägt Reinhard Lendwai den Titel Internationaler Meister.